# Meth Lab Season 2: The Lithium
Albums de Method Man
The Meth Lab
(2015)
Singles
1. Grand Prix
Sortie : 9 août 2018
2. Wild Cats
Sortie : 1er novembre 2018

Meth Lab Season 2: The Lithium est le sixième album studio du rappeur américain Method Man, sorti en 2018.

## Track listing
Adapted from iTunes.
| 1.    | The Pilot – Intro                                                                      |                   | 1:19 |
| 2.    | Episode 1 – Kill Different (featuring Hanz On & Raekwon)                               |                   | 3:15 |
| 3.    | Episode 2 – Eastside (featuring Intell & Snoop Dogg)                                   |                   | 4:24 |
| 4.    | Commercial Break (Thotti Gotti)                                                        |                   | 0:49 |
| 5.    | Episode 3 – Grand Prix                                                                 | Dame Grease       | 2:22 |
| 6.    | Commercial Break (Impractical Jokers Pranks)                                           |                   | 0:24 |
| 7.    | Episode 4 – Drunk Tunes (featuring N.O.R.E., Joe Young, Mall G & Jessica Lee Lamberti) |                   | 4:33 |
| 8.    | Emergency Forecast (Thotti Gotti Weather Report)                                       |                   | 0:16 |
| 9.    | Episode 5 – Wild Cats (featuring Redman, Streetlife & Hanz On)                         | Lords of Brooklyn | 4:11 |
| 10.   | Episode 6 – The Lab (featuring Spank)                                                  |                   | 2:22 |
| 11.   | Episode 7 – Bridge Boys (featuring ROC & Kash Varrazano)                               |                   | 2:53 |
| 12.   | Episode 8 – Back Blockz (featuring Freak, Cardi Express & Youngin)                     |                   | 4:17 |
| 13.   | Episode 9 – Ronin's (featuring Hanz On, Cappadonna & Masta Killa)                      |                   | 3:18 |
| 14.   | Commercial Break (Impractical Jokers "Torture")                                        |                   | 0:55 |
| 15.   | Episode 10 – Two More Mins                                                             |                   | 2:16 |
| 16.   | Commercial Break (Thotti Gotti "Pussy on Soundcloud")                                  |                   | 0:41 |
| 17.   | Episode 11 – SI vs. Everybody (featuring Apocalipps and Iron Mic)                      |                   | 4:17 |
| 18.   | Episode 12 – Lithium (featuring Sheek Louch & Hanz On)                                 |                   | 3:19 |
| 19.   | Episode 13 – P.L.O. (Remix) (featuring Hanz On, Hue Hef, Streetlife & Lounge Lo)       |                   | 4:15 |
| 20.   | Episode 14 – Killing the Game (featuring Pretty Blanco)                                |                   | 2:51 |
| 21.   | Episode 15 – Yo (featuring Hanz On, Streetlife and Apocalipps)                         |                   | 3:57 |
| 22.   | Outro                                                                                  |                   | 0:12 |
| 57:07 |                                                                                        |                   |      |

## Samples
- Wild Cats contient un sample de Are You Free de Larry Robbins Sport Studio Band[6].

## Classements
| Classements (2018)          | Meilleure position |
| --------------------------- | ------------------ |
| États-Unis (Digital Albums) | 21                 |